# Crova
Crova (piemontesisch Cròva) ist eine Gemeinde mit 351 Einwohnern (Stand 31. Dezember 2023) in der italienischen Provinz Vercelli (VC), Region Piemont.
Die Nachbargemeinden sind Lignana, Ronsecco, Salasco, San Germano Vercellese, Santhià und Tronzano Vercellese. Schutzpatrone des Ortes sind die Apostel Petrus und Paulus.

## Geographie
Der Ort liegt auf einer durchschnittlichen Höhe von 167 m über dem Meeresspiegel. Das Gemeindegebiet umfasst eine Fläche von 14 km².

## Wirtschaft
Die lokale Wirtschaft ist fast ausschließlich durch die Landwirtschaft geprägt. Typisch für die Region nimmt speziell der Reisanbau 95 % der landwirtschaftlich genutzten Fläche ein.